# Andrea Grill

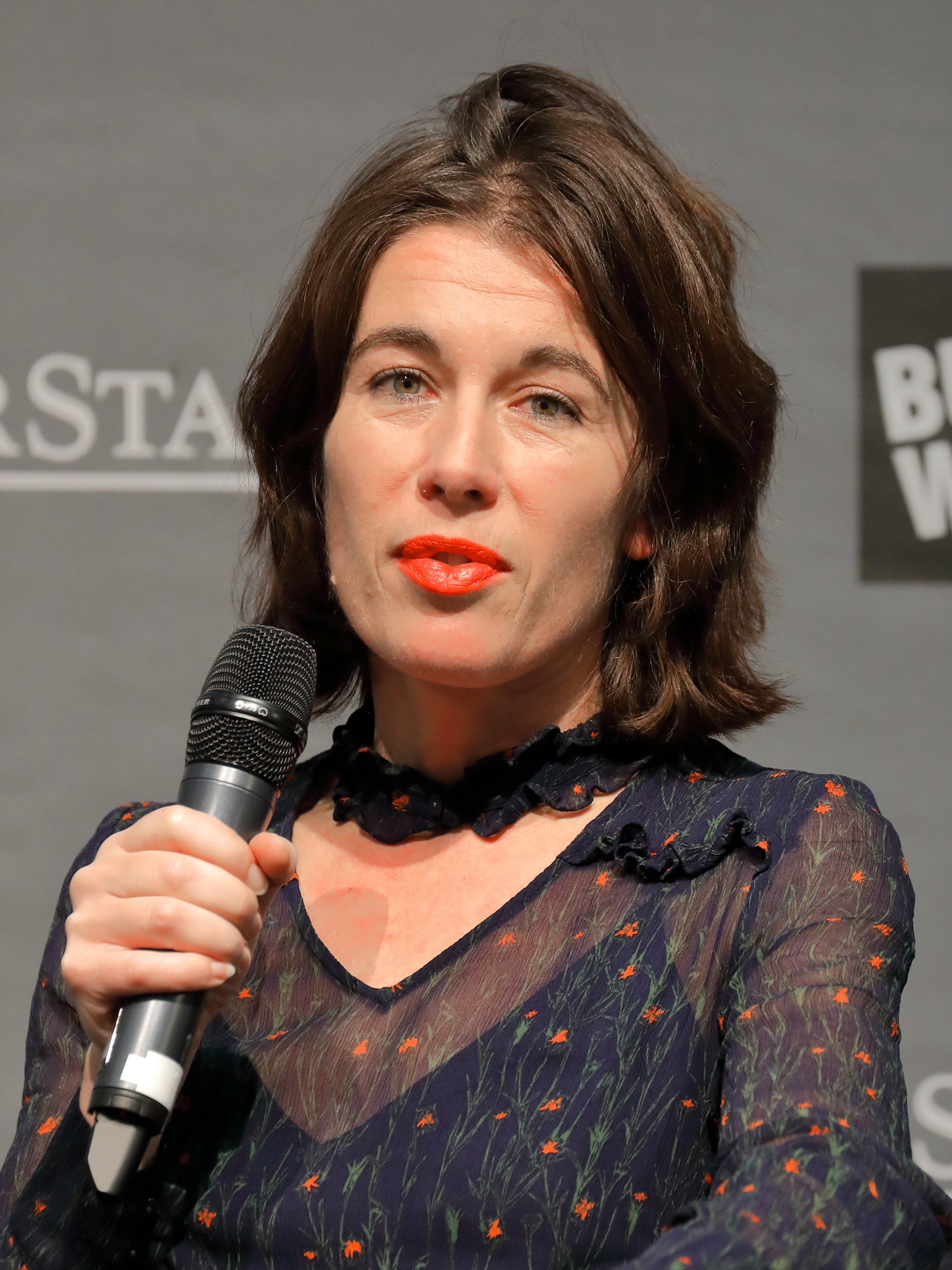
Andrea Grill auf der Buch Wien 19

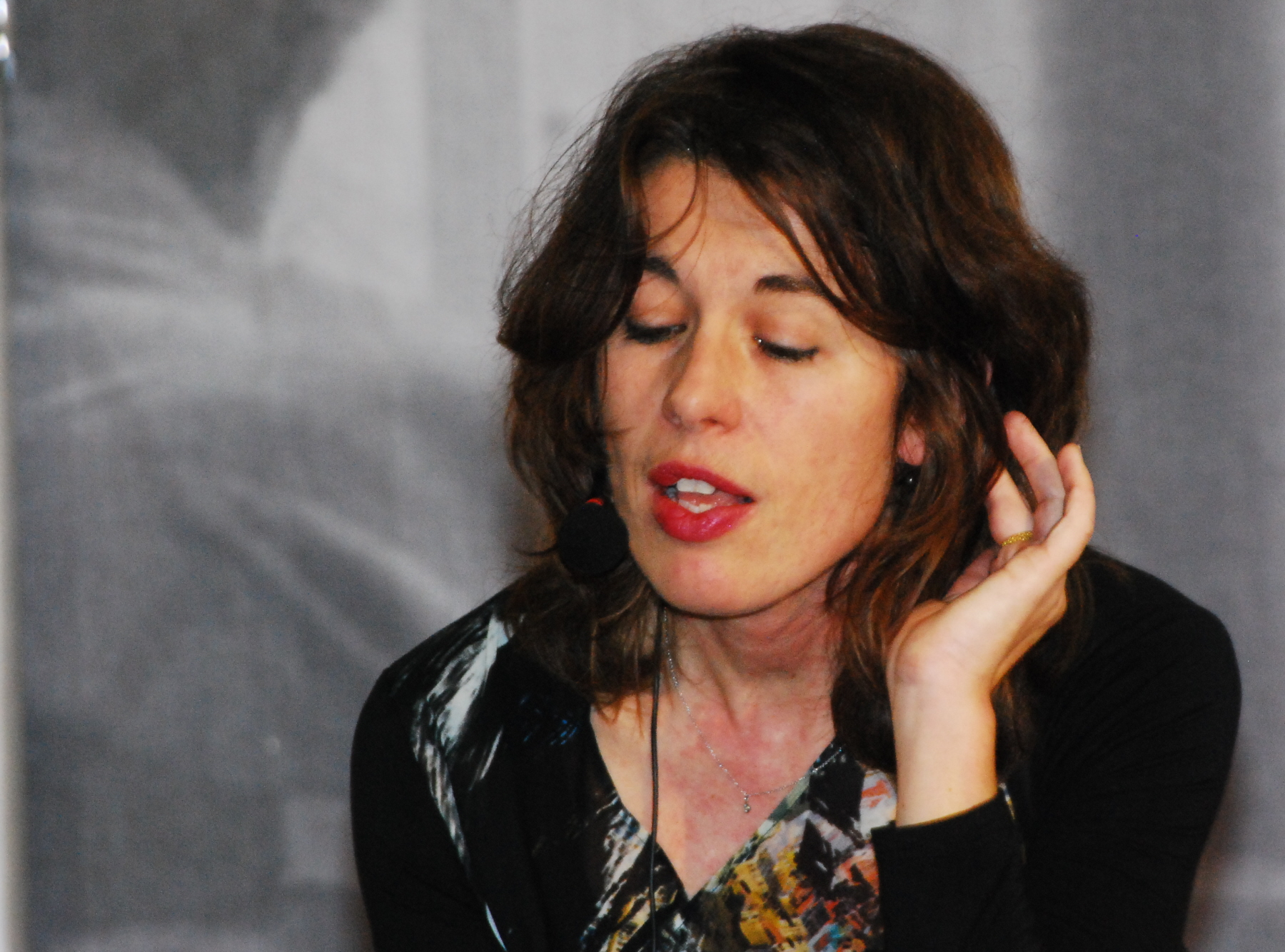
Andrea Grill (2012)

Andrea Grill (* 16. Januar 1975 in Bad Ischl) ist eine österreichische Schriftstellerin und Biologin.

## Leben
Andrea Grill studierte Biologie, Italienisch, Spanisch und Linguistik in Salzburg, Thessaloniki und Tirana. Sie lebte mehrere Jahre in Cagliari auf Sardinien und promovierte 2003 an der Universität von Amsterdam mit einer Arbeit über die Schmetterlinge Sardiniens. Neben ihrer literarischen Arbeit war sie lange Zeit in der wissenschaftlichen Forschung tätig und übersetzt aus dem Albanischen. 2007 nahm sie am Ingeborg-Bachmann-Wettbewerb in Klagenfurt teil. Nach Aufenthalten in Amsterdam, Neuchâtel, Bologna, Tirana und Bern lebt sie heute in Wien. Sie war Stipendiatin am Literarischen Colloquium Berlin, auf Schloss Wiepersdorf und am Deutschen Haus der NYU in New York.
In ihrem Roman Cherubino (2019), angelehnt an die gleichnamige Figur aus der Mozart-Oper Le nozze di Figaro, entzaubert Grill das zeitgenössische Leitbild der selbstbestimmten Frau. Sie erzählt von einer 39-jährigen Mezzosopranistin, die allein wohnen, aber nicht allein leben will. Die durchaus gewollte Schwangerschaft gefährdet allerdings ihre Zukunft als Sopranistin, also spielt sie Verstecken mit sich selbst und der Welt. Cherubino gelangte auf die Longlist des Deutschen Buchpreises 2019.

## Werke
- Endemism in Sardinia. Evolution, ecology, and conservation of the butterfly Maniola nurag. Amsterdam 2003.
- Der gelbe Onkel. Ein Familienalbum. Otto Müller Verlag, Salzburg/Wien 2005, ISBN 3-7013-1105-6.
- Zweischritt. Otto Müller Verlag, Salzburg/Wien 2007, ISBN 978-3-7013-1125-5.
- Tränenlachen. Roman. Otto Müller Verlag, Salzburg/Wien 2008, ISBN 978-3-7013-1153-8.
- Das Schöne und das Notwendige. Roman. Otto Müller Verlag, Salzburg/Wien 2010, ISBN 978-3-7013-1169-9.
- Happy Bastards. Gedichte. Otto Müller Verlag, Salzburg/Wien 2011, ISBN 978-3-7013-1188-0.
- Auf nach Salzburg. Verborgenes, Skurriles, Kulinarisches. Folio Verlag, Wien/Bozen 2011, ISBN 978-3-85256-553-8.
- Liebesmaschine N.Y.C. Otto Müller Verlag, Salzburg 2012, ISBN 978-3-7013-1199-6.
- Safari, innere Wildnis. Gedichte. Otto Müller Verlag, Salzburg 2014, ISBN 978-3-7013-1217-7.
- Das Paradies des Doktor Caspari. Paul Zsolnay Verlag, Wien 2015, ISBN 978-3-552-05744-9.
- Schmetterlinge. Ein Portrait. Verlag Matthes & Seitz Berlin, Berlin 2016. ISBN 978-3-95757-249-3.
- Fiffy + Maurice. Bilderbuch. Mit Bildern von Deborah Sengl. Luftschacht Verlag, Wien 2019, ISBN 978-3-903081-35-2.
- Cherubino.  Roman. Paul Zsolnay Verlag, Wien 2019, ISBN 978-3-552-05949-8.
- stadtlandflussgetier.org. Gedichte (zusammen mit Anja Utler), www.stadtlandflussgetier.org
- Sam und die Evolution. Eine kurze Geschichte der Evolutionsbiologie. Illustriert von Raffaela Schöbitz. Tyrolia Verlag, Wien 2022.
- Bio-Diversi-Was? Reise in die fantastische Welt der Artenvielfalt. Kinderbuch. Leykam, Wien 2023. ISBN 978-3-7011-8288-6.
- Seepferdchen. Ein Portrait. Verlag Matthes & Seitz Berlin, Berlin 2023. ISBN 978-3-7518-4002-6.
- Perfekte Menschen.  Roman. Leykam, Wien 2024. ISBN 978-3-7011-8321-0.

## Übersetzungen
- Mimoza Ahmeti: Milchkuss. Roman. Otto Müller Verlag, Salzburg 2009
- Jeton Neziraj: Yue Madeleine Yue. S. Fischer Theaterverlag, Frankfurt 2012.
- Luljeta Lleshanaku: Stadt der Äpfel. Hanser, München 2021.
- Ervina Halili: Der Schlaf des Oktopus. Edition Korrespondenzen, Wien 2016.
- Luljeta Lleshanaku: Stadt der Äpfel. Hanser, München 2021.

## Auszeichnungen und Nominierungen
- 2010 Otto-Stoessl-Preis[2]
- 2011 Förderpreis Bremer Literaturpreis
- 2013 Förderpreis für Literatur der Stadt Wien
- 2019 Deutscher Buchpreis – Longlist (Cherubino)[3]
- 2021 Anton-Wildgans-Preis[4]
- 2023 Wissenschaftsbuch des Jahres – nominiert[5]
- 2024 Wissenschaftsbuch des Jahres – Shortlist[6]
- 2024 Kinder- und Jugendbuchpreis der Stadt Wien für Bio-Diversi-Was? Reise in die fantastische Welt der Artenvielfalt[7]